# Bündner Scheckenfalter
Der  Bündner Scheckenfalter (Melitaea varia) ist ein Schmetterling (Tagfalter) aus der Familie der Edelfalter (Nymphalidae).

## Merkmale

### Falter
Die Falter zählen zu den kleineren Scheckenfaltern und erreichen eine Flügelspannweite von etwa 24 bis 28 Millimetern. Sie sind orange bis braunorange gefärbt und haben ein Muster aus schwarzen Würfelflecken und Querbinden. Charakteristisch ist eine oftmals reduzierte Zeichnung auf der Submarginal- sowie der Postdiskalregion der Vorderflügel. Die Weibchen sind meist etwas dunkler überstäubt. Auf den Unterseiten der Hinterflügel sind abwechselnd orangegelbe und weiße Binden zu erkennen. Am Rand befinden sich weißliche Randmonde, die dann an orangegelbe Felder angrenzen.

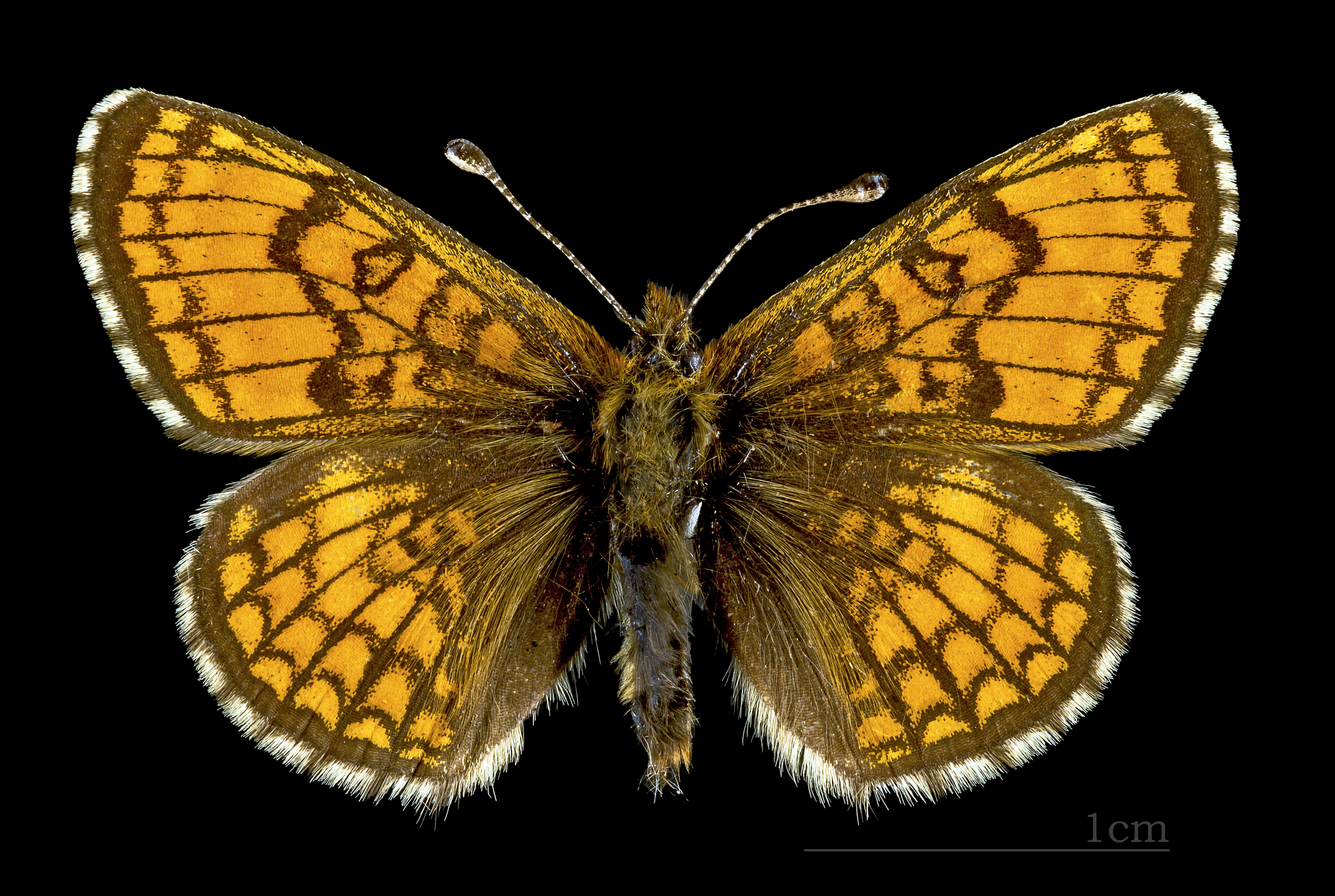
♂
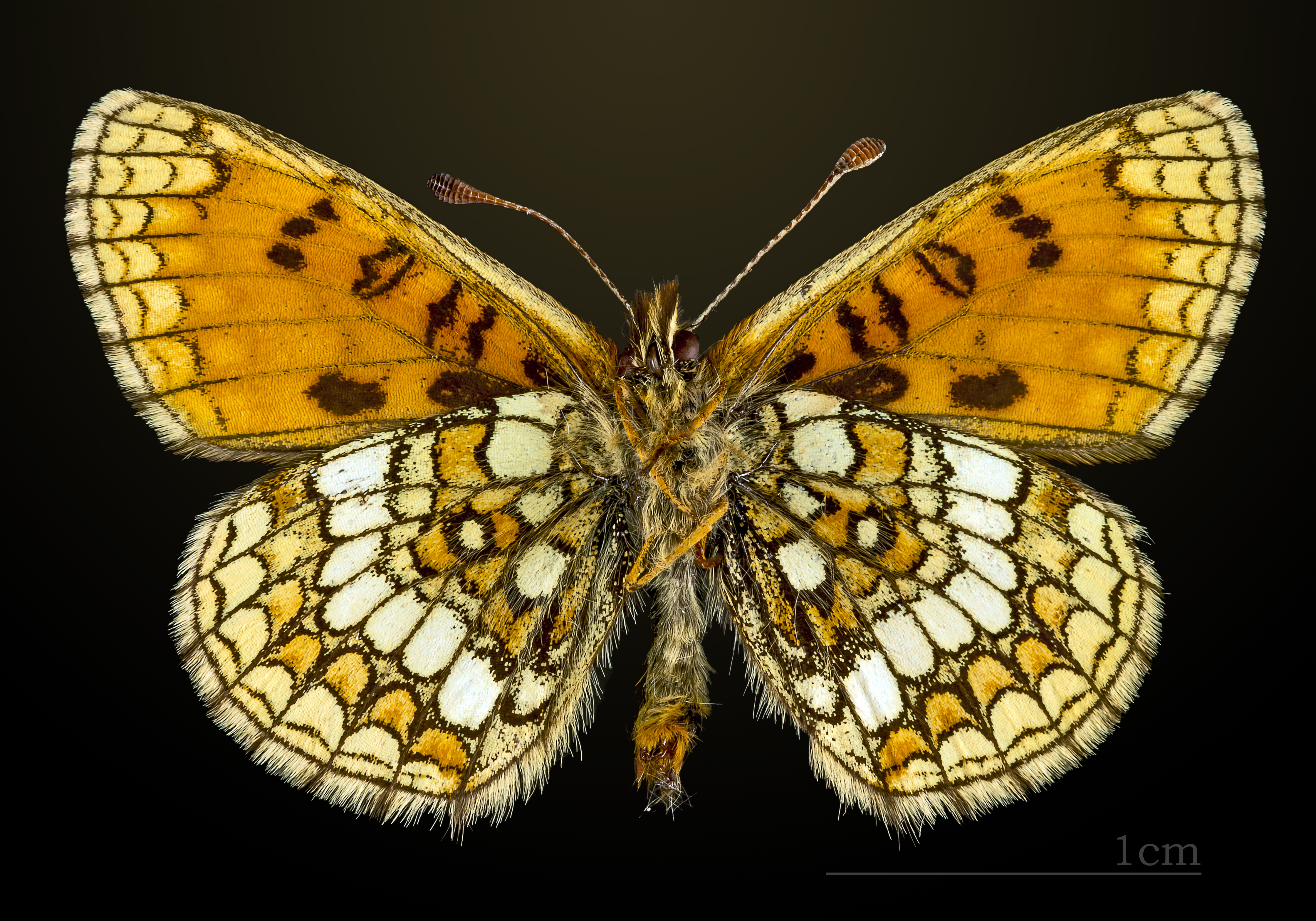
♂ △
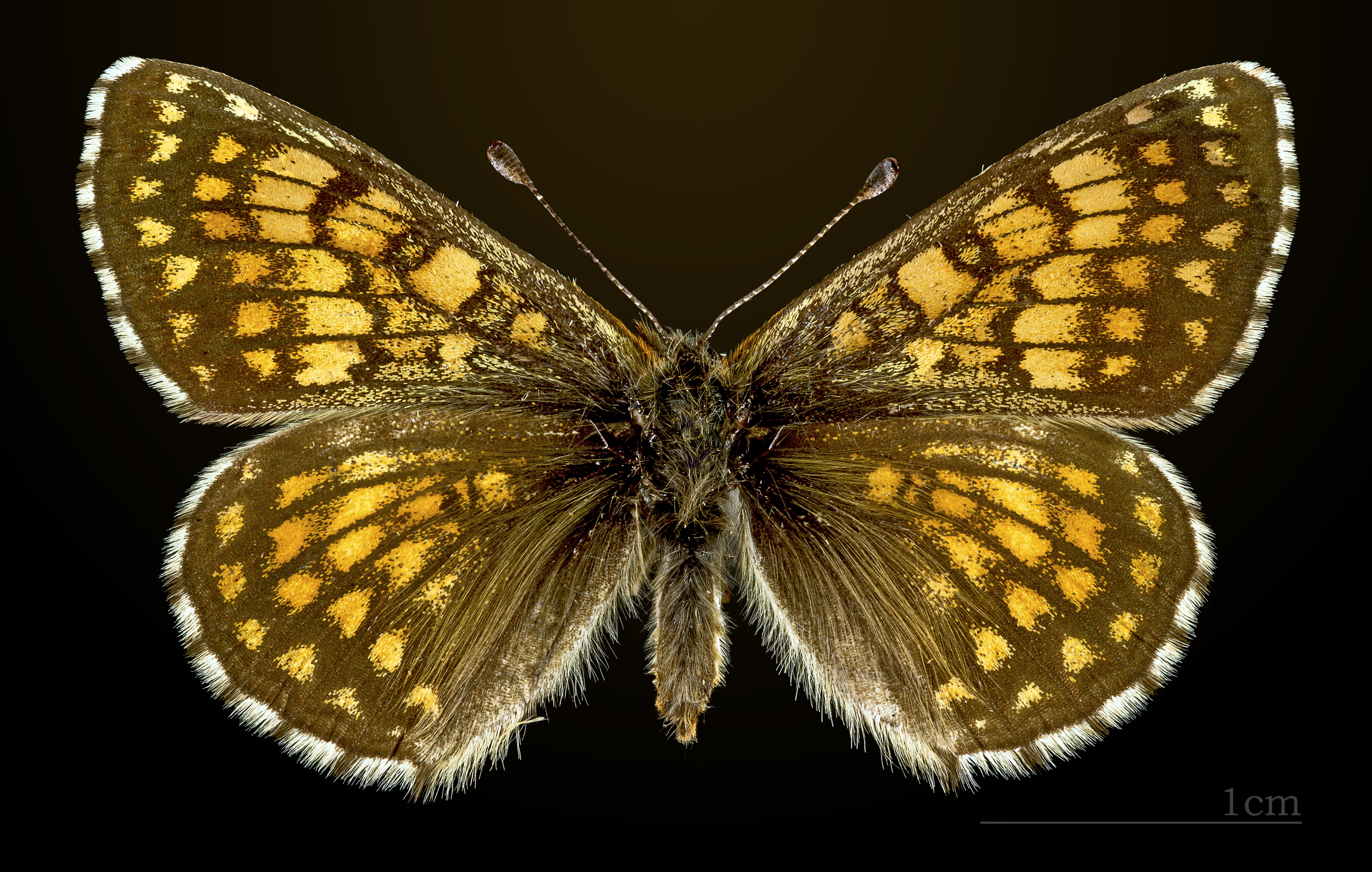
♀
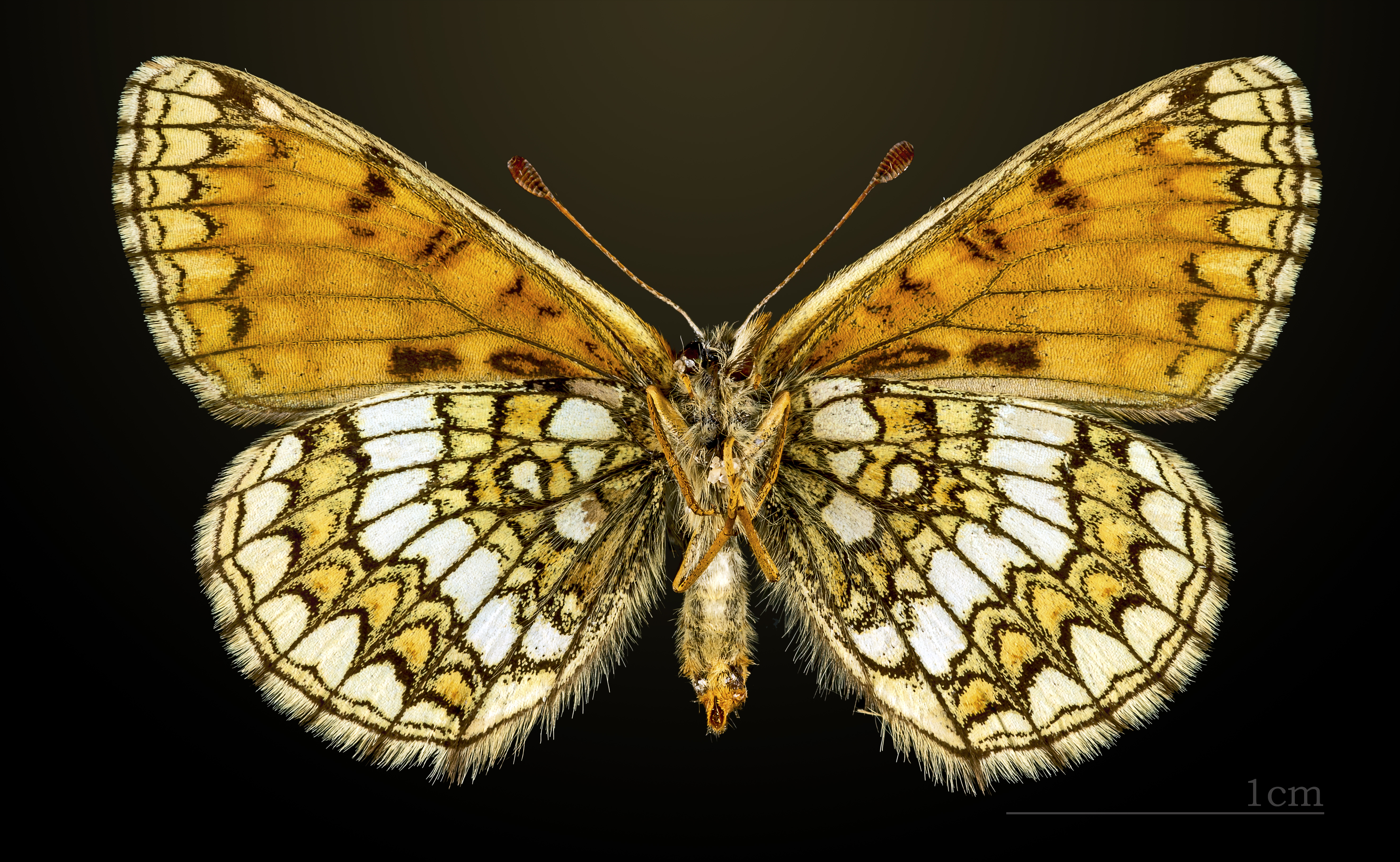
♀ △

### Raupe, Puppe
Die Raupen sind plump und schwarzgrau gefärbt, haben zahlreiche kleine, weiße Punkte und viele auffällige, gelbliche Dornen. Die Puppe zeigt ein sehr markantes, schwarz-weiß gemustertes Aussehen.

### Ähnliche Arten
- Westlicher Scheckenfalter (Melitaea parthenoides). Diese Art ist größer, zeigt eine deutlichere Gitterzeichnung und hat fuchsrote Palpen, die bei varia in der Regel dunkelbraun sind. Außerdem fliegt sie in tiefer gelegenen Regionen, so dass es kaum Überlappungen des Fluggebietes gibt.

## Vorkommen
Die Tiere kommen in den Alpen in Höhen von 1500 bis etwa 2600 Meter – insbesondere in den Schweizer Kantonen Wallis und Graubünden (u. a. im Engadin) – vor, worauf sich auch der deutsche Name Bündner Scheckenfalter gründet. Sie sind dort teilweise sehr zahlreich. Weitere Vorkommensregionen sind das Ortlergebiet in Südtirol, die Departements Alpes-Maritimes und Drôme in Frankreich, höhere Lagen Tirols in Österreich sowie Hochlagen von Apennin bzw. Abruzzen.

## Lebensweise
Die Falter fliegen in einer Generationen von Ende Juni bis Ende August, bevorzugt auf kurzgrasigen, blütenreichen Almwiesen und Hängen. Normalerweise legen die Weibchen die Eier in größeren Gruppen auf der Futterpflanze ab. Die Raupen leben zu Beginn gesellig und überwintern, danach sind sie einzeln anzutreffen. Sie ernähren sich von verschiedenen niedrigen Pflanzen, wie Alpen-Wegerich (Plantago alpina), Frühlings-Enzian (Gentiana verna) und Kochschem Enzian (Gentiana acaulis).

## Gefährdung
Die Art gilt in der Schweiz als potentiell gefährdet (nt). In Deutschland kommt die Art nicht vor, so dass eine Klassifizierung auf der deutschen Roten Liste gefährdeter Arten entfällt.